# Periodontologia
Periodontologia, dawniej: parodontologia, potocznie (ze względu na najczęstsze schorzenie przyzębia paradontozę): paradontologia – nauka o aparacie zawieszeniowym zęba, tj. przyzębiu. Jako dziedzina stomatologii zajmuje się profilaktyką i leczeniem chorób przyzębia i błony śluzowej jamy ustnej.
Lekarz stomatolog zajmujący się leczeniem chorób przyzębia to periodontolog.
W Polsce periodontologia jest jedną ze specjalizacji lekarsko-dentystycznych, która trwa 3 lata, a jej konsultantem krajowym od 7 maja 2019 roku jest prof. dr hab. Renata Górska.